# Glauzig

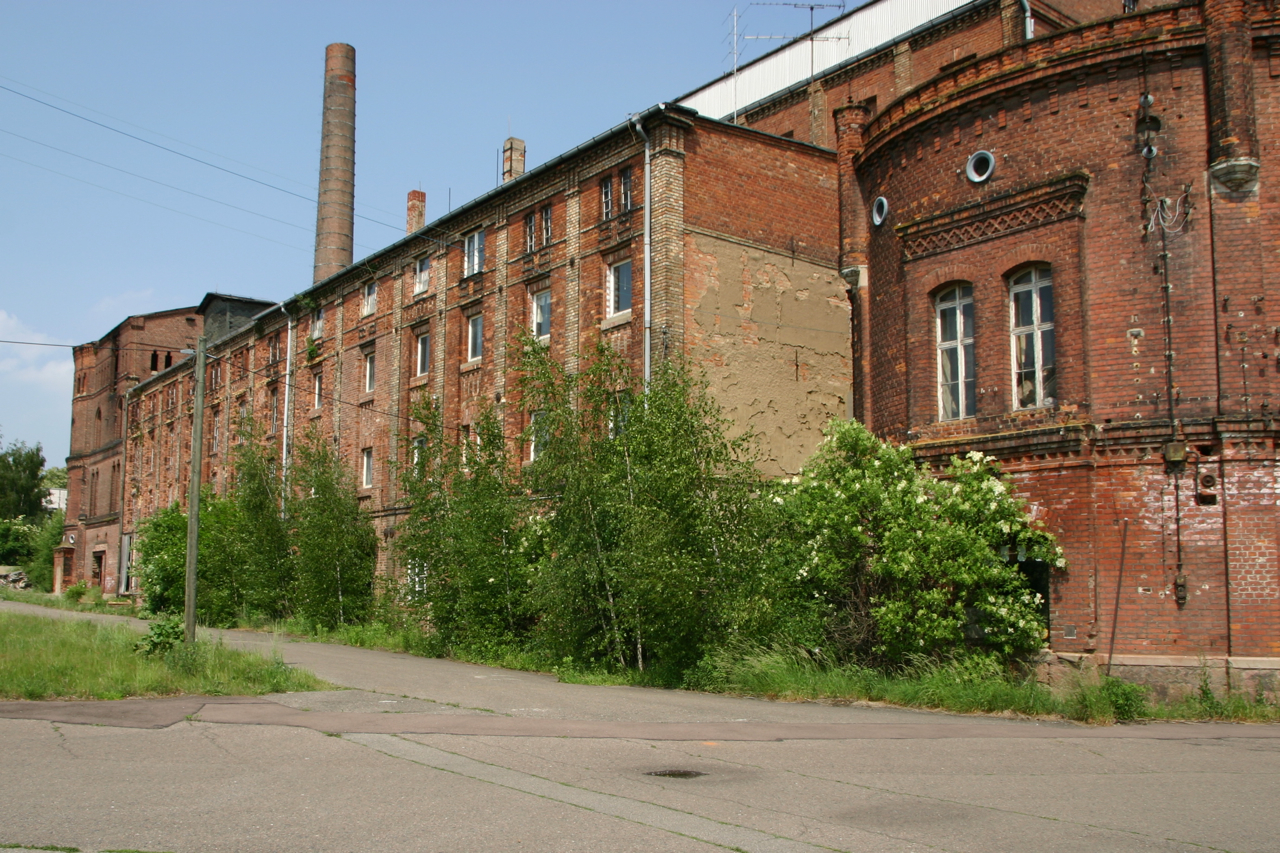
Glauzig

Glauzig is een plaats en voormalige gemeente in de Duitse deelstaat Saksen-Anhalt, en maakt deel uit van de Landkreis Anhalt-Bitterfeld.
Glauzig telt 472 inwoners.